# 趙来勲
趙 来勲（ちょう らいくん、英: ZHAO Laixun / Lex）は、日本の国際経済学者, 日本国際経済学会特任理事。神戸大学経済経営研究所/国際協力研究科教授。Journal of International Trade & Economic DevelopmentのCo-Editor, Japanese Accounting ReviewのManaging Editor。2011年に小島清研究奨励賞受賞。
中国人民大学卒、コロラド州立大学大学院修士課程を経て、1993年8月フロリダ大学大学院博士課程修了、経済学博士。
小樽商科大学商学部助教授、新潟大学経済学部助教授、北海道大学経済学部助教授、神戸大学経済経営研究所准教授を経て、2007年から神戸大学経済経営研究所教授（グローバル経済経営部門）。
現在の研究課題は国際貿易と多国籍企業関係の政治、労使、移民、環境問題等、または、発展途上国経済特に経済特区、二重的経済、所得格差、中所得国の罠、イノベーションと GVC upgradingなどを扱っている。